# Čepure
Čepure (en serbe cyrillique : Чепуре) est un village de Serbie situé dans la municipalité de Paraćin, district de Pomoravlje. Au recensement de 2011, il comptait 756 habitants.

## Démographie

### Évolution historique de la population
| 1948  | 1953  | 1961  | 1971 | 1981 | 1991 | 2002 | 2011 |
| ----- | ----- | ----- | ---- | ---- | ---- | ---- | ---- |
| 1 068 | 1 125 | 1 100 | 942  | 901  | 882  | 825  | 756  |

|  |